# Paratamboicus citrinus
Paratamboicus citrinus is een hooiwagen uit de familie Sclerosomatidae.